# Cantó de Villebon-sur-Yvette
El cantó de Villebon-sur-Yvette és un antic cantó francès del departament d'Essonne, que estava situat al districte de Palaiseau. Comptava amb 5 municipis i el cap era Villebon-sur-Yvette.
Va desaparèixer al 2015 i el seu territori es va dividir entre el cantó de Longjumeau i el cantó de Les Ulis.

## Municipis
- Ballainvilliers
- Champlan
- Saulx-les-Chartreux
- Villebon-sur-Yvette
- Villejust

## Història
| Data d'elecció                           | Identitat             | Partit        | Qualitat |
| ---------------------------------------- | --------------------- | ------------- | -------- |
| 1976-1983                                | Jean-Marc Bernard     | PCF           |          |
| 1983-2003                                | Gérard Nevers         | UDF           |          |
| 2003-                                    | Dominique Fontenaille | Divers droite |          |
| les dades anteriors no són pas conegudes |                       |               |          |
|                                          |                       |               |          |

## Demografia
| A partir de 1990: Població sense dobles comptes |